# Okręgowe ligi polskie w piłce nożnej (1946)
Mistrzostwa Okręgów (1946) – 2. powojenne rozgrywki, toczone w 20 okręgach, miały za cel wyłonienie drużyn do rywalizacji o tytuł Mistrza Polski w 1946 roku oraz uszeregowanie klubów w ligach okręgowych w sezonie 1946/47.
Do rozgrywek o tytuł Mistrza Polski w roku 1946 awansowało 18 drużyn, ponieważ Motor Białystok z powodu zbyt późnego zakończenia rozgrywek w swoim okręgu oraz RKS Szombierki (Chruszczów) decyzją administracyjną nie wystąpili w tych mistrzostwach.
Nadzwyczajne Walne Zgromadzenia PZPN, obradujące w Warszawie w dniach 14 i 15 grudnia 1946 roku, zagłosowało za reaktywacją I ligi w sezonie 1948.
Zdecydowano, że do rywalizacji o tytuł Mistrza Polski w roku 1947 oraz o prawo do gry w I lidze w roku 1948 przystąpi łącznie 27 zespołów (20 mistrzów okręgów z 1946 roku oraz dodatkowo po dwie drużyny z okręgu Kraków i Katowice oraz po jednym z okręgu Łódź, Poznań i Warszawa).
Ostatecznie po proteście Śląskiego OZPN w rozgrywkach wystąpił dodatkowo jeszcze jeden zespół z okręgu Katowice.
Natomiast w okręgu Wrocław awans uzyskał zwycięzca turnieju rozegranego na początku 1947 roku.
| Poziomy rozgrywkowe w sezonie 1946 | Poziomy rozgrywkowe w sezonie 1946 | Poziomy rozgrywkowe w sezonie 1946 |
| Rozgrywki                          | P                                  | Nazwa                              |
| ---------------------------------- | ---------------------------------- | ---------------------------------- |
| Centralne                          | I                                  | Mistrzostwa Polski                 |
| Okręgowe (20 okręgów)              | II                                 | Mistrzostwa Okręgów (lub A klasa)  |
| Okręgowe (20 okręgów)              | III                                | (B klasa)                          |
| Okręgowe (20 okręgów)              | IV                                 | (C klasa)                          |

## Mistrzostwa Okręgów
Szczegółowe wyniki podane są w Suplemencie do „Klubowej historii polskiej piłki nożnej”.

### Okręg białostocki
- awans do MP 1947: Motor Białystok

Zespół z powodu późnego zakończenia rozgrywek okręgowych (8 grudnia 1946) nie przystąpił do walki o MP w 1946 roku.

### Okręg bydgoski
- awans do MP 1946 oraz 1947: Pomorzanin Toruń

### Okręg częstochowski
- awans do MP 1946 oraz 1947: Skra Częstochowa

### Okręg gdański
- awans do MP 1946 oraz 1947: Gedania Gdańsk

### Okręg katowicki
- awans do MP 1946 oraz 1947: AKS Chorzów
- awans do MP 1947: Kopalnia Rymer Niedobczyce, Polonia Bytom[8], WMKS Katowice[9]

25 lipca 1946 roku, Wydział Gier i Dyscypliny Śląskiego OZPN  odrzucił protest Polonii Bytom na grę nieuprawnionego zawodnika w Śląsku Świętochłowice (mecz ten zakończył się zwycięstwem Śląska 1-0). Decyzja ta spowodowała, że Polonia zamiast zajęcia pierwszego miejsca w drugiej grupie i walki o mistrzostwo okręgu z AKS Chorzów (zwycięzcą grupy pierwszej) zajęła ostatecznie trzecie miejsce. Protest Polonii (przyznający jej walkower 3-0) został rozpatrzony pozytywnie przez PZPN dopiero 23 lutego 1947 roku (czyli już po tym, jak zakończyły się Mistrzostwa Polski 1946 i jako mistrz okręgu Katowice w rozgrywkach brał udział zespół AKS).

Natomiast po decyzji PZPN o przyznaniu okręgowi Katowice łącznie 3 miejsc w eliminacjach do I ligi w 1948 roku, Polonia Bytom jako faktyczny zwycięzca drugiej grupy uzyskała prawo gry w tych rozgrywkach. Ponieważ w międzyczasie Polonia przeniosła się do okręgu Opole, Śląski OZPN zgłosił protest, który został odrzucony przez Walne Zgromadzenie PZPN. Ostatecznie jednak PZPN zadecydował o przyznaniu dodatkowego miejsca okręgowi Katowice i dopuścił do rozgrywek zespół WMKS Katowice.

### Okręg kielecki
- awans do MP 1946 oraz 1947: Tęcza Kielce

### Okręg krakowski
- awans do MP 1946 oraz 1947: Wisła Kraków
- awans do MP 1947: Cracovia, Garbarnia Kraków

### Okręg lubelski
- awans do MP 1946 oraz 1947: Lublinianka Lublin

### Okręg łódzki
- awans do MP 1946 oraz 1947: ŁKS Łódź
- awans do MP 1947: ZZK Łódź

### Okręg olsztyński
- awans do MP 1946 oraz 1947: KKS Olsztyn

### Okręg opolski
- awans do MP 1947: RKS Szombierki (Chruszczów)

Zespół decyzją administracyjną nie przystąpił do walki o MP w 1946 roku.
PZPN odmówił przyjęcia Szombierek argumentując, że w momencie uchwalania regulaminu rozgrywek o mistrzostwo Polski, Śląsk Opolski nie był jeszcze samodzielnym okręgiem, a wchodził w skład Śląskiego OZPN.

### Okręg poznański
- awans do MP 1946 oraz 1947: Warta Poznań
- awans do MP 1947: KKS Poznań

### Okręg przemyski
- awans do MP 1946 oraz 1947: Czuwaj Przemyśl

### Okręg radomski
- awans do MP 1946 oraz 1947: Radomiak Radom

### Okręg rzeszowski
- awans do MP 1946 oraz 1947: Orzeł Gorlice

### Okręg siedlecki
- awans do MP 1946 oraz 1947: Ognisko Siedlce

### Okręg sosnowiecki (zagłębiowski)
- awans do MP 1946 oraz 1947: RKU Sosnowiec

### Okręg szczeciński
- awans do MP 1946 oraz 1947: PKS Szczecin

### Okręg warszawski
- awans do MP 1946 oraz 1947: Polonia Warszawa
- awans do MP 1947: KS Grochów (Warszawa)

### Okręg wrocławski
- awans do MP 1946: Burza Wrocław
- awans do MP 1947: Polonia Świdnica

Polonia Świdnica uzyskała awans jako zwycięzca dodatkowego turnieju rozegranego na początku 1947 roku.